# عمارة العناصر الأربعة
عمارة العناصر الأربعة (بالإنجليزية: Four Elements Architecture)‏ حركة معمارية حديثة تستهدف تحديد خطوات عمل أو إستراتيجية عمل بحيث يجد المعمارى نفسه بالسير على هذه الخطوات يصل إلى الهدف الأسمى للعمارة في المبنى الذي يريد أن يصممه. وهي ليست طراز من الطرز المعمارية، حيث يمكن لهذا ال (عملية تصميمية (منهج)) أن يصمم بها المعمارى أي من الطرز المعمارية المختلفة. أن عمارة العناصر الأربعة لا تتعلق بأى حال من الأحوال بطراز المبنى المراد تصميمه أنما تتمحور حول ملئ متتطلبات العناصر الأساسية في العمارة لتحقيق أعلى درجات التكامل في كافة النواحى للمبنى.

## العناصر الأربعة
العناصر الأربعة هي:
1. القالب
2. الوظيفة
3. الإنشاء
4. التكلفة

فهى دراسة مستفيضة حول هذه العناصر تتعمق في فهمهم من ثم تحاول أن تستغل تلك العناصر في توفير وسيلة أو منهج تصميمى يستطيع أن يصل إلى نسبة عالية من التكامل بين هذه العناصر.

## الهدف
المشكلة الرئيسية التي دائماً ما تواجه أي مصمم هو إيجاد نقطة البداية في عملية التصميم، فدائماً ما تجده ضائعاً ما بين ألاف المعطيات والمعلومات المتعلقة بالموضوع قيد التصميم، وتكون النتيجة في الأغلب هي عدم استغلال تلك المعطيات أو عدم البحث عن معطيات ذات أهمية قصوى جميعها تؤثر بالسلب الشديد في المنتج النهائى للتصميم فتخرجه ضعيفاً هزيلاً.
فكان هنا من الضرورى أن يتم إيجاد منهجية تصميمية تقوم بالتأكد من أن عملية التصميم لم تفقد الكثير من تلك المعطيات وتتيح للمصمم أسلوب لمراقبة جودة التصميم والتأكد من شموليته لجميع عناصر التصميم الأساسية والتأكد من تحقيق أعلى نسبة نجاح للتصميم.